# 을지중학교
을지중학교(乙支中學校)는 대한민국 서울특별시 노원구 중계동에 있는 공립 중학교이다.

## 학교 연혁
- 2003년 12월 30일 : 을지중학교 설립 인가
- 2004년 3월 1일 : 초대 이명구 교장 취임
- 2007년 2월 8일 : 제1회 졸업식(301명)
- 2022년 1월 10일 : 제16회 졸업식(237명)
- 2022년 3월 2일 : 제19회 입학식(220명)
- 2022년 9월 1일 : 제7대 남현우 교장 취임

## 참고 자료
- 을지중학교 - 한국교육학술정보원 학교알리미